# 联盟18A
联盟18A（俄语：Союз-18А），又称联盟18-1（俄语：Союз-18-1），是1975年苏联的载人宇宙飞船联盟号飞船的一次失败发射，同时也是第17艘联盟号发射任务。该任务处于阿波罗-联盟测试计划前的准备阶段。

## 飞船
联盟18A飞船为联盟7K-T型（11F615 A8系列），其飞船编号为39。
因此次任务没有入轨，苏联没有命名正式的飞行编号，只是根据发射日期称为“4月5日异常”，并将次月由后备乘组执行的替代任务称为联盟18号。西方一般将本次任务称为联盟18A，将次月由后备乘组执行的替代任务称为联盟18B:229。

## 乘组
联盟18A的指令长与飞行工程师均为第二次执行飞行任务。他们的第一次飞行任务均为1973年9月发射的联盟12号:218-219。
| 岗位       | Cosmonaut                            | Cosmonaut                            |
| ---------- | ------------------------------------ | ------------------------------------ |
| 指令长     | 瓦西里·拉扎列夫 第二次且最后一次飞行 | 瓦西里·拉扎列夫 第二次且最后一次飞行 |
| 飞行工程师 | 奥列格·马卡罗夫 第二次飞行           | 奥列格·马卡罗夫 第二次飞行           |

### 后备乘组
| 岗位       | Cosmonaut             | Cosmonaut             |
| ---------- | --------------------- | --------------------- |
| 指令长     | 彼得·克利穆克         | 彼得·克利穆克         |
| 飞行工程师 | 维塔利·谢瓦斯季亚诺夫 | 维塔利·谢瓦斯季亚诺夫 |

## 任务概况
于联盟18A之前发射的联盟17号任务与礼炮4号空间站首次对接，两位宇航员格奥尔基·格列奇科、阿列克谢·古巴列夫在空间站驻留27天、总计飞行29天，打破了空间站驻留时长的记录:223-224。联盟18A计划于1975年4月初发射，6月初返回，将空间站驻留时间进一步延长至60天左右:224。
1975年4月5日协调世界时11时04分，联盟号运载火箭于拜科努尔航天发射场搭载联盟18A飞船发射。发射后120秒火箭助推器分离，150秒后逃逸塔与整流罩分离。发射后288秒，火箭按计划应一级分离、二级点火，但因连接两个芯级的6个爆炸螺栓有3个提前点火，另外3个爆炸螺栓没有分离，导致本应分离的一级火箭仍然连接。沉重且不稳定的一级火箭引起空气阻力增加，从而致使飞行摆动角度过大，飞船自动启动逃逸程序:224-226:186-187。
由于此时逃逸塔已经分离，宇航员只能自己驾驶飞船返回舱返回地面。宇航员启动起爆指令让飞船与火箭上面级分离，再将返回舱与轨道舱和推进舱分离。随后返回舱沿弹道轨迹返回。飞船到达的最高高度为192公里。乘组成员承受了14至15个G的过载，峰值达到21.3G:226-227。
飞船返回舱下降过程中主伞成功打开，宇航员一度担心会着陆在中国境内。发射后21分27秒，飞船返回舱着陆于西西伯利亚山区的戈尔诺-阿尔泰斯克西南，距离发射场2574公里，距中国边境805公里。返回舱落在一个雪坡上，距离阿列伊斯克不远，当地气温为-7℃，海拔高度1200米，雪厚1.5米。随后宇航员通过无线电与搜救部队取得联系。着陆一个半小时后，搜救部队的飞机发现了宇航员。第二天，西伯利亚军区派遣的直升机将宇航员救走，返回舱在随后被回收:227-229。

## 后续
苏联将消息保密至4月7日、确认宇航员健康状况良好后，才将事故情况向美国通报。马卡罗夫称为让一些认为他们已牺牲的美国人相信他还活着，苏联官方专门安排他们与美国人踢了一场足球赛以证明他们还活着。苏联也对联盟号运载火箭进行修改进，确保爆炸螺栓能够同时引爆。苏联于同年5月24日发射了联盟18A的替代任务联盟18号，由联盟18A的后备乘组彼得·克利穆克与维塔利·谢瓦斯季亚诺夫分别担任指令长与飞行工程师。该飞船成功与礼炮4号空间站对接，期间由另一艘飞船联盟19号执行了阿波罗-联盟测试计划，与美国的阿波罗飞船对接。联盟18号最后于7月26日成功返回着陆，这也是礼炮4号最后一次载人对接任务:229-230。
飞船的指令长拉扎列夫此后未再执行任务。飞行工程师马卡罗夫还先后执行了联盟27号、联盟T-3任务，访问了礼炮6号空间站:526, 531。